# Stanislav Govoruchin

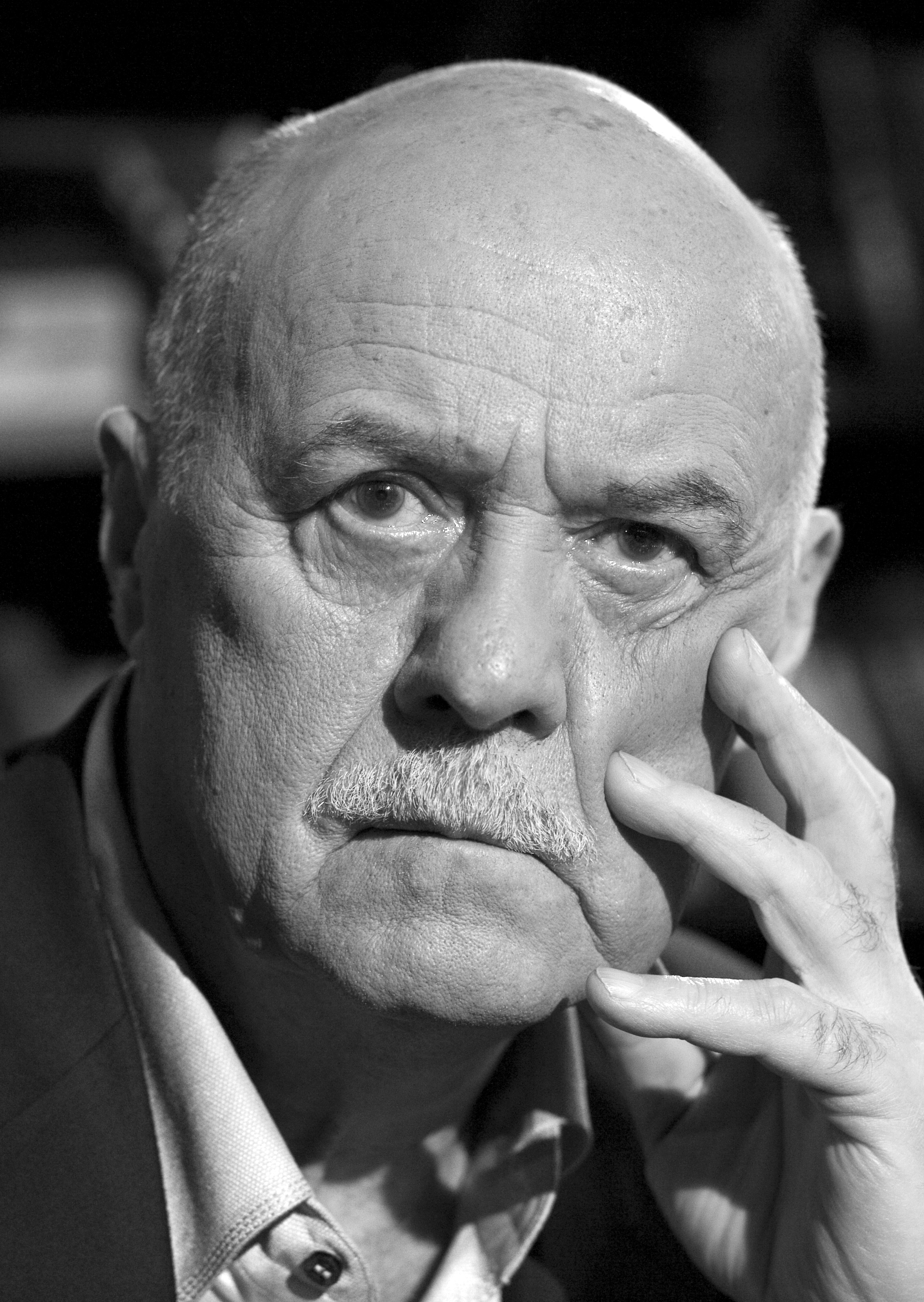
Stanislav Govoruchin

Stanislav Sergeevič Govoruchin (in russo Станислав Сергеевич Говорухин?; Berezniki, 29 marzo 1936 – Barvikha, 14 giugno 2018) è stato un attore e regista russo, fino al 1991 sovietico.

## Filmografia

### Regista
- Aptekarša (1964) - cortometraggio
- Vertikal (1966)
- Den angela (1968)
- Belyy vzryv (1970)
- Zhizn i udivitelnye priklyucheniya Robinzona Kruzo (1973)
- Kontrabanda (1974)
- Veter Nadeždy (1978)
- Mesto vstrechi izmenit nelzya (1979) - miniserie TV, 5 episodi
- Priklyucheniya Toma Soyera i Geklberri Finna (1982) - film TV
- V poiskakh kapitana Granta (1986) - miniserie TV, 7 episodi
- Desjat' negritjat (1987)
- Bryzgi shampanskogo (1988)
- Tak zhit nelzya (1990) - documentario
- Rossiya, kotoruyu my poteryali (1992) - documentario
- Velikaya kriminal'naya revolyutsiya (1994) - documentario
- Vorošilovskij strelok (1999)
- Mark Twain's Tom Sawyer (2001) - video
- Blagoslovite ženščinu (2003)
- Ne khlebom edinym (2005)
- Artistka (2007)
- Passazhirka (2008)
- V stile jazz (2010)
- Weekend (Uik-end) (2013)
- Konets prekrasnoy epokhi (2015)

### Attore
- Marshal Revolutsii (1978)
- Kombaty (1983) - film TV
- Tra le pietre grigie (1983)
- Vozvrashchenie Batterflyay (1985)
- Assa (1987)
- Margaret Bourke White, una donna speciale (1989) - film TV
- Sukiny deti (1991)
- I vozvrashchaetsya veter... (1991)
- Ankor, eshchyo ankor! (1993)
- Ka-ka-du (1993)
- Oryol i reshka (1995)
- Milyy drug davno zabytykh let... (1996)
- Zhenskaya logika 1 (2002) - film TV
- Zhenskaya logika 2 (2003) - film TV
- Radosti i pechali malen'kogo lorda (2003)
- Blagoslovite zhenshchinu (2003)
- Zhenskaya logika 3 (2004) - film TV
- Zhenskaya logika-4 (2004) - film TV
- 9 rota (2005)
- Passazhirka (2008)
- Reportery (2008) - video
- Lyubov-Morkov 3 (2011)

### Sceneggiatore
- Aptekarsha (1964) - cortometraggio
- Belyy vzryv (1970)
- Kontrabanda (1974)
- Veter 'Nadezhdy' (1978)
- Piraty XX veka (1980)
- Vtorzheniye (1981)
- Priklyucheniya Toma Soyera i Geklberri Finna (1982) - film TV
- V poiskakh kapitana Granta (1986) - miniserie TV, 7 episodi
- Tayny madam Vong (1986)
- Desjat' negritjat (1987)
- Bryzgi shampanskogo (1988)
- Tak zhit nelzya (1990) - documentario
- Podmoskovnye vechera (1994)
- Velikaya kriminal'naya revolyutsiya (1994) - documentario
- Chyornaya vual (1995)
- Voroshilovskiy strelok (1999)
- Russkiy bunt (2000)
- V stile jazz (2010)
- Weekend (Uik-end) (2013)
- Konets prekrasnoy epokhi (2015)
- Na Parizh! (2018)